# Граф Ноттингем
Граф Ноттингем — наследственный титул пэра Англии, созданный семь раз в британской истории.

## Графы Ноттингем, первая креация (1377)
- 1377—1379: Джон де Моубрей, 1-й граф Ноттингем (1365—1383), 5-й барон Моубрей (1368—1379) и 6-й барон Сигрейв (1375—1379), старший сын и преемник Джона де Моубрея, 4-го барона Моубрея, и от брака с Элизабет де Сегрейв

## Графы Ноттингем, вторая креация (1383)
- 1383—1399: Томас де Моубрей, 1-й граф Ноттингем (1366—1399), также 6-й барон Моубрей и 7-й барон Сегрейв с 1382, 3-й граф Норфолк с 1398, 1-й герцог Норфолк с 1398, граф-маршал в 1386—1398, второй сын Джона де Моубрея, 4-го барона Моубрея, и Элизабет де Сегрейв
- 1399—1405: Томас де Моубрей, 2-й граф Ноттингем (1385—1405), старший сын Томаса Моубрея, 1-го герцога Норфолка, и Элизабет Фитцалан
- 1405—1432: Джон Моубрей, 3-й граф Ноттингем (1392—1432), младший сын Томаса Моубрея, 1-го герцога Норфолка, и Элизабет Фитцалан
- 1432—1461: Джон Моубрей, 4-й граф Ноттингем (1415—1461), единственный предыдущего и Кэтрин Невилл
- 1461—1476: Джон Моубрей, 5-й граф Ноттингем (1444—1476), единственный сын предыдущего и Элеоноры Буршье

## Графы Ноттингем, третья креация (1476)
- 1476—1483: Ричард Шрусбери, 1-й герцог Йоркский (1473—1483), второй сын английского короля Эдуарда IV и Елизаветы Вудвилл

## Граф Ноттингем, четвертая креация (1483)
- 1483—1492: Уильям Беркли, 1-й граф Ноттингем (1426—1492), сын и преемник Джеймса Беркли, 1-го барона Беркли (1394—1463), также 2-й барон Беркли (1463), 1-й виконт Беркли (1481), 1-й маркиз Беркли (1489), граф-маршал Англии (1486—1492)

## Граф Ноттингем, пятая креация (1525)
- 1525—1536: Генри Фицрой, 1-й герцог Ричмонд и Сомерсет (1519—1536), внебрачный сын короля Англии Генриха VIII Тюдора от Элизабет Блаунт.

## Графы Ноттингем, шестая креация (1596)
- 1596—1624: Чарльз Говард, 1-й граф Ноттингем, 2-й барон Говард из Эффингема (1536—1624), сын Уильяма Говарда, 1-го барона из Эффингема (1510—1573) от первого брак с Кэтрин Кэри (1547—1603), внук Томаса Говарда, 2-го герцога Норфолка, двоюродный брат королевы Англии Елизаветы Тюдор
- 1624—1642: Чарльз Говард, 2-й граф Ноттингем, 3-й барон Говард из Эффингема (1579—1642), второй сын предыдущего от первого брака с Кэтрин Кэри (1547—1603)
- 1642—1681: Чарльз Говард, 3-й граф Ноттингем, 4-й барон Говард из Эффингема (1610—1681), единственный сын 1-го графа Ноттингема от второго брака с Маргарет Стюарт (1591—1639)

## Графы Ноттингем, седьмая креация (1681)
- См. Граф Уинчилси и Ноттингем